# Klausewitzia
Genre
Klausewitzia est un genre de poissons téléostéens de la famille des Crenuchidae et de l'ordre des Characiformes. Le genre Klausewitzia est mono-typique, c'est-à-dire qu'il n'est composé que d'une seule espèce, Klausewitzia ritae.

## Liste d'espèces
Selon FishBase (16 juin 2015):
- Klausewitzia ritae Géry, 1965